# Crary Fan
Koordinaten: 74° 0′ S, 33° 0′ W
Der Crary Fan (englisch für Crary-Fächer) ist eine Tiefseeformation im Weddell-Meer. Sie liegt vor der Küste des ostantarktischen Coatslands.
Die Benennung der Formation erfolgte auf Vorschlag des Vermessungsingenieurs und Glaziologen Heinrich Hinze vom Alfred-Wegener-Institut. Namensgeber der im Juni 1997 vom Advisory Committee on Undersea Features anerkannten Benennung ist der US-amerikanische Geophysiker Albert P. Crary (1911–1987).